# Mesorhaga kirkspriggsi
Mesorhaga kirkspriggsi är en tvåvingeart som beskrevs av Grichanov 2000. Mesorhaga kirkspriggsi ingår i släktet Mesorhaga och familjen styltflugor.
Artens utbredningsområde är Namibia. Inga underarter finns listade i Catalogue of Life.